# イブンベイ
イブンベイ(Ibn Bey)とは、イギリス生産の競走馬、種牡馬。主な勝ち鞍に1990年のアイリッシュセントレジャー、ベルリン銀行大賞、1989年のオイロパ賞、1987年のイタリア大賞（G1）など。1987年のイタリア最優秀3歳牡馬、1989年と1990年のドイツ最優秀古牡馬に選出された。

## 経歴
- 特記事項なき場合、本節の出典はRacing Post[1]、EQUIBASE[5]、JBISサーチ[6]

1986年にデビューし、10月16日ヘイドック競馬場での競走で初勝利。3歳時の1987年は5月のダービートライアルステークスから始動して5着、2戦目のリステッド競走プリドミネイトステークスを勝ったのちダービーステークスに出走も13着に終わる。2戦挟み、9月サンシーロ競馬場のイタリア大賞を勝って重賞初勝利をG1競走で達成した。アイリッシュセントレジャーは6着に終わり、休養に入った。4歳となった1988年は、リステッド競走アストンパークステークスから使い出し、3着と4着を重ねたのち8月にドーヴィル競馬場に遠征してG2競走ドーヴィル大賞典で重賞2勝目を挙げた。
５歳を迎えた1989年、前年同様にアストンパークステークスを初戦として2着、1戦挟み出走のリステッド競走シルヴァーカップステークスを勝利ののち、モーリスドニュイユ賞、ジェフリーフリアステークスとG2競走を連勝し、9月のオイロパ賞も制してG1競走2勝目を挙げた。その後日本に遠征してジャパンカップに出走、レースでは事前予想で逃げるとみられていたホークスターをおさえて逃げの手に出るも、最後はホーリックスらに交わされ6着に終わった。
1990年、6歳となって初戦のガネー賞、コロネーションカップ、ミラノ大賞典と3戦勝てない競馬が続いたが、7月のベルリン銀行大賞を勝ってG1競走3勝目を挙げる。続くバーデン大賞を2着ののちアイリッシュセントレジャーを勝ってG1競走4勝目を挙げた。このあと、相馬恵胤に購買されてブリーダーズカップ・クラシックに出走。相馬は、ブリーダーズカップで2着に来たら二度目となるジャパンカップ出走を公言していたが、レースではアンブライドルドの2着に入って二度目のジャパンカップ出走が現実となった。その二度目のジャパンカップでは直前の調教で事故に見舞われて蹄を痛め、川崎競馬場所属の河津裕昭を鞍上に迎えて臨んだレースではインコースを進む競馬に撤したが、前の馬が壁になって外側に出さざるを得ず、8着。これが最後の競馬となった。

## 引退後
引退後はビッグレッドファームに種牡馬入りし、のち上川郡清水町の小野瀬晃司牧場に移った。2007年に種牡馬を引退するまでの16シーズンで血統登録頭数330頭、出走頭数はそのうちの261頭を数えたが、種付け頭数は8年目以降は一けた台を推移していた。種牡馬引退後はビッグレッドファームで余生を送り、晩年はコスモバルクやロサードと同じ馬房で過ごしていた。
2012年12月10日に、老衰のため死去した。28歳没。

### 主な産駒
- タイキヘラクレス（ダービーグランプリ、名古屋優駿）[12]
- スイートイブン（北海道3歳優駿、北斗盃）[13]
- コウジンプリンセス（白菊賞日刊スポーツ杯）[14]

### ブルードメアサイアーとしての産駒
- ビッググラス（根岸ステークス）[15]
- ビッグドン（白山大賞典、北國王冠、百万石賞2回など）[16]
- シンドバッド（園田ダービー、MRO金賞など。母スイートイブン）[17]
- ウォーターオーレ（ファイナルグランプリ（福山））[18]

## 血統表
| イブンベイの血統                | イブンベイの血統                      | イブンベイの血統 | （血統表の出典） | （血統表の出典） |
| 父系                            | ミルリーフ系                          | ミルリーフ系     | ミルリーフ系     | [ § 2 ]          |
| 父 Mill Reef 1968 鹿毛 イギリス | 父の父Never Bend 1960 鹿毛 イギリス   | Nasrullah        | Nearco           | Nearco           |
| 父 Mill Reef 1968 鹿毛 イギリス | 父の父Never Bend 1960 鹿毛 イギリス   | Nasrullah        | Mumtaz Begum     |                  |
| 父 Mill Reef 1968 鹿毛 イギリス | 父の父Never Bend 1960 鹿毛 イギリス   | Lalun            | Djeddah          | Djeddah          |
| 父 Mill Reef 1968 鹿毛 イギリス | 父の父Never Bend 1960 鹿毛 イギリス   | Lalun            | Be Faithful      |                  |
| 父 Mill Reef 1968 鹿毛 イギリス | 父の母Milan Mill 1962 鹿毛 イギリス   | Princequillo     | Prince Rose      | Prince Rose      |
| 父 Mill Reef 1968 鹿毛 イギリス | 父の母Milan Mill 1962 鹿毛 イギリス   | Princequillo     | Cosquilla        |                  |
| 父 Mill Reef 1968 鹿毛 イギリス | 父の母Milan Mill 1962 鹿毛 イギリス   | Virginia Water   | Count Fleet      | Count Fleet      |
| 父 Mill Reef 1968 鹿毛 イギリス | 父の母Milan Mill 1962 鹿毛 イギリス   | Virginia Water   | Red Ray          |                  |
| 母 Rosia Bay 1977 鹿毛 イギリス | 母の父High Top 1969 鹿毛 アイルランド | Derring-Do       | Darius           | Darius           |
| 母 Rosia Bay 1977 鹿毛 イギリス | 母の父High Top 1969 鹿毛 アイルランド | Derring-Do       | Sispey Bridge    |                  |
| 母 Rosia Bay 1977 鹿毛 イギリス | 母の父High Top 1969 鹿毛 アイルランド | Camenae          | *ヴイミー        | *ヴイミー        |
| 母 Rosia Bay 1977 鹿毛 イギリス | 母の父High Top 1969 鹿毛 アイルランド | Camenae          | Madrilene        |                  |
| 母 Rosia Bay 1977 鹿毛 イギリス | 母の母Ouija 1971 黒鹿毛 イギリス      | Silly Season     | Tom Fool         | Tom Fool         |
| 母 Rosia Bay 1977 鹿毛 イギリス | 母の母Ouija 1971 黒鹿毛 イギリス      | Silly Season     | Double Deal      |                  |
| 母 Rosia Bay 1977 鹿毛 イギリス | 母の母Ouija 1971 黒鹿毛 イギリス      | Samanda          | Alycidon         | Alycidon         |
| 母 Rosia Bay 1977 鹿毛 イギリス | 母の母Ouija 1971 黒鹿毛 イギリス      | Samanda          | Gradisca         |                  |
| 母系(F-No.)                     | (FN:12-b)                             | (FN:12-b)        | (FN:12-b)        | [ § 3 ]          |
| 5代内の近親交配                 | アウトブリード                        | アウトブリード   | アウトブリード   | [ § 4 ]          |
| 出典                            | 1. 2. 3. 4.                           | 1. 2. 3. 4.      | 1. 2. 3. 4.      | 1. 2. 3. 4.      |